# NGC 1348
NGC 1348 est un amas ouvert situé dans la constellation de Persée. Il a été découvert par l'astronome germano-britannique William Herschel en 1790. NGC 1348 est situé à environ 1 820 pc (∼5 940 al) du système solaire, et les dernières estimations donnent un âge de 129 millions d'années.
Le diamètre apparent de l'amas est de 6,0 minutes d'arc, ce qui, compte tenu de la distance, donne un diamètre réel d'environ 10 années-lumière.
Selon la classification des amas ouverts de Robert Trumpler, cet amas renferme moins de 50 étoiles (lettre p) dont la concentration est moyenne (II) et dont les magnitudes se répartissent sur un intervalle moyen (le chiffre 2).